# I suoni - Ricerche sulla musica popolare italiana
I Suoni - Ricerche sulla musica popolare italiana è stato un programma televisivo italiano diretto da Diego Carpitella, andato in onda in tre puntate su Rai 3 nell'estate del 1982.
Nella prima puntata, trasmessa il 28 luglio 1982, si parlava delle launeddas in Sardegna; nella seconda, andata in onda il 4 agosto 1982, delle zampogne in Calabria; nella terza, in programma l'11 agosto 1982, delle brass-band dell'Emilia-Romagna.
Nel 2010, nel corso dell'Omaggio a Diego Carpitella organizzato dall'Istituto centrale per i beni sonori ed audiovisivi, è stata proiettata la seconda puntata del programma.